# Guettarda macrantha
Guettarda macrantha är en måreväxtart som beskrevs av George Bentham. Guettarda macrantha ingår i släktet Guettarda och familjen måreväxter. Inga underarter finns listade i Catalogue of Life.